# Kapišová
Kapišová est un village de Slovaquie situé dans la région de Prešov.

## Histoire
Première mention écrite du village en 1548.

## Démographie

### Évolution de la population
| Année:               | 1994. | 2004.    | 2014.    | 2024.   |
| -------------------- | ----- | -------- | -------- | ------- |
| Nombre de personnes: | 342   | 377      | 424      | 457     |
| Différence:          |       | +10,23 % | +12,46 % | +7,78 % |

| Année:               | 2023. | 2024.   |
| -------------------- | ----- | ------- |
| Nombre de personnes: | 461   | 457     |
| Différence:          |       | -0,86 % |